# Jelly Christmas
Singles
1. Christmas Time
Sortie : 6 décembre 2010
2. Christmas for All
Sortie : 2 décembre 2011
3. Because It's Christmas
Sortie : 5 décembre 2012
4. Winter Confession
Sortie : 12 décembre 2013
5. Love In The Air
Sortie : 15 décembre 2015

Jelly Christmas est une série annuelle d'albums single sortant en hiver par Jellyfish Entertainment, qui inclut cinq chansons de Noël interprétées par leurs artistes. Les singles sont sortis à de différentes dates au cours des cinq années.

## Singles

### Jelly Christmas
En décembre 2010, les artistes de Jellyfish Entertainment se rassemblent pour la première fois pour le projet Jelly Christmas avec le single "Christmas Time". Les artistes ayant participé sont Sung Si-kyung, Park Hyo-shin, Seo In-guk, Brian Joo, Lisa, Park Hak Ki, Kim Hyeong-jung et Kyun Woo. Le single est sorti le 6 décembre 2010.

### Jelly Christmas 2011
En décembre 2011, Sung Si-kyung, Brian Joo, Seo In-guk, Park Hak Ki, Park Jang Hyun et Hwang Project se réunissent à nouveau pour Jelly Christmas avec le single "Christmas for All" (hangeul: 모두에게 크리스마스). Le single est sorti le 2 décembre 2011.

### Jelly Christmas 2012 Heart Project
Sung Si-kyung, Park Hyo-shin, Lee Seok Hoon, Seo In-guk et VIXX se rassemblent pour Jelly Christmas 2012 Heart Project avec le single “Because It's Christmas” (hangeul: 크리스마스니까). Il est sorti le 5 décembre 2012. Le single s'est classé n°1 du Gaon Digital Chart. Les recettes de Jelly Christmas 2012 Heart Project ont été données à l'Armée du salut coréenne,.

### 겨울 고백 (Jelly Christmas 2013)
En décembre 2013, VIXX, Sung Si-kyung, Park Hyo-shin, Seo In-guk et Little Sister se réunissent pour Jelly Christmas 2013 avec ”Winter Confession” (hangeul: 겨울고백). Il est sorti le 12 décembre 2013,. Le single a pris la première place du Gaon Digital Chart. Le vidéoclip pour ”Winter Confession” est une animation de sable qui raconte une histoire romantique et chaleureuse.

### Jelly Christmas 2015 – 4랑
Le 15 décembre 2015 Jellyfish Entertainment sort leur album single Jelly Christmas 2015 avec la chanson “Love In The Air” (hangeul: 사랑난로). Les artistes participants sont Seo In-guk, VIXX, l'ex-membre de Jewelry Park Jung-ah et l'ex-candidate à K-pop Star 4 Park Yoon-ha,. Le single s'est classé à la 14e place du Gaon Digital Chart. Dans le vidéoclip, on peut voir l'actrice Kim Gyusun, qui joue une jeune femme se préparant pour le Réveillon, en rejouant ses traditions d'enfance.

## Liste des pistes
| 1. | Christmas Time         | Sung Si-kyung, Park Hyo-shin, Seo In-guk, Brian Joo (en), Lisa, Park Hak-ki, Kim Hyeong-jung, Kyun Woo | 4:17 |
| 2. | Christmas Time (Inst.) | | 4:17 |

| 1. | Christmas for All (모두에게 크리스마스; Moduege Keuliseumaseu) | Sung Si-kyung, Brian Joo, Seo In-guk, Park Hak-ki, Park Jang-hyun, Hwang Project | 3:35 |
| 2. | 모두에게 크리스마스 (Inst.)                                    |                                                                                  | 3:35 |

| 1. | Because It's Christmas (크리스마스니까; Keuliseumaseunikka) | Sung Si-kyung, Park Hyo-shin, Lee Seok-hoon, Seo In Guk, VIXX | 3:45 |
| 2. | 크리스마스니까 (Instrumental)                               |                                                               | 3:45 |

| 1. | Winter Confession (겨울고백: Gyeoulgobaeg) | VIXX, Sung Si-kyung, Park Hyo-shin, Seo In Guk, Little Sister | 4:06 |

| 1. | Love In The Air (사랑난로; Salangnanlo) | Seo In-guk, VIXX, Park Jung-ah, Park Yoon-ha | 4:20 |
| 2. | 사랑난로 (Inst.)                        |                                              | 4:20 |

## Historique de sortie
| Single                             | Région               | Format         | Date             | Label                   |
| ---------------------------------- | -------------------- | -------------- | ---------------- | ----------------------- |
| Jelly Christmas                    | Corée du Sud Mondial | Téléchargement | 6 décembre 2010  | Jellyfish Entertainment |
| Jelly Christmas 2011               | Corée du Sud Mondial | Téléchargement | 2 décembre 2011  | Jellyfish Entertainment |
| Jelly Christmas 2012 Heart Project | Corée du Sud Mondial | Téléchargement | 5 décembre 2012  | Jellyfish Entertainment |
| 겨울 고백 (Jelly Christmas 2013)   | Corée du Sud Mondial | Téléchargement | 12 décembre 2013 | Jellyfish Entertainment |
| Jelly Christmas 2015 – 4랑         | Corée du Sud Mondial | Téléchargement | 15 décembre 2015 | Jellyfish Entertainment |

## Classements
| Année | Titre                                     | Meilleure position | Album                              |
| Année | Titre                                     | COR Gaon           | Album                              |
| ----- | ----------------------------------------- | ------------------ | ---------------------------------- |
| 2010  | "Christmas Time"                          | 25                 | Jelly Christmas 2010               |
| 2011  | "모두에게 크리스마스 (Christmas for All)" | 27                 | Jelly Christmas 2011               |
| 2012  | "크리스마스니까 (Because It's Christmas)" | 1                  | Jelly Christmas 2012 Heart Project |
| 2013  | "겨울고백 (Winter Confession)"            | 1                  | 겨울 고백 (Jelly Christmas 2013)   |
| 2015  | " 사랑난로 (Love In The Air)"             | 14                 | Jelly Christmas 2015 – 4랑         |